# 王场镇 (石柱县)
王场镇，是中华人民共和国重庆市石柱土家族自治县下辖的一个乡镇级行政单位。

## 行政区划
王场镇下辖以下地区：
太和社区、秦家村、蛟鱼村、大坝村、石溪村、双龙村和双星村。